# Noguères
Noguères är en kommun i departementet Pyrénées-Atlantiques i regionen Nouvelle-Aquitaine i sydvästra Frankrike. Kommunen ligger i kantonen Lagor som tillhör arrondissementet Pau. År 2022 hade Noguères 125 invånare.

## Befolkningsutveckling
Antalet invånare i kommunen Noguères
| Referens: INSEE |